# (21227) 1995 QS
1995 كيو أس (ويعرف أيضًا باسم (21227) 1995 كيو أس وفق تسمية الكوكب الصغير) (بالإنجليزية: 1995 QS)‏ هو كويكب ضمن حزام الكويكبات؛ وترتيبه 21227 من حيث الاكتشاف.
اكتُشف هذا الجُرم الفلكي بواسطة تاكيشي أوراتا ‏ في 16 أغسطس 1995.

## وصلات خارجية
- (21227) 1995 QS في قاعدة بيانات مختبر الدفع النفاث لأجرام النظام الشمسي الصغيرة

- الاكتشاف · مخطط المدار ·  العناصر المدارية · المعلمات المادية

- (21227) 1995 QS على موقع ويكي سكاي: DSS2, SDSS, GALEX, IRAS, Hydrogen α, X-Ray, Astrophoto, Sky Map, Articles and images